# Makedonski hrast
Makedonski hrast (crni cer, makedonski cer; Quercus trojana) je istočnomediteranska vrsta hrasta. Rasprostranjen je u Crnoj Gori, Makedoniji, Albaniji, Grčkoj i srednjoj Turskoj. Rasprostranjen je također i u južnoj Hercegovini, na Sniježnici Konavoskoj pa do Bačine i Vrgorca. Nekada može izrasti i do 20 m visoko i dostići promjer od preko 100 cm. Krošnja u mladosti je piramidalna, kasnije široka, jajasta i polukuglasta. Srodan je i donekle sličan zapadnomediteranskom suplutnjaku.

## Podvrste
- Quercus trojana subsp. trojana; jugoistočna Italija; Hrvatska; Bosna i Hercegovina; Crna Gora; Kosovo; Sjeverna Makedonija; Albanija; ?Bugarska; Europska Turska; Grčka
- Quercus trojana subsp. euboica (Papaioannou) K.I.Chr.; Grčka
- Quercus trojana subsp. yaltirikii Ziel.; Turska

## Sinonimi
- Quercus aegilops Griseb.
- Quercus aegilops var. macedonica (A.DC.) Fiori & Paol.
- Quercus castaniifolia Pantan.
- Quercus fragnus A.Longo
- Quercus grisebachii Kotschy, Mattei & Bald.
- Quercus macedonica A.DC.
- Quercus muzaura Balsamaki
- Quercus ostryifolia Borbás
- Quercus trojana f. macrobalana Gavioli
- Quercus trojana subsp. trojana

Izvori za sinonime